# Liste des cours d'eau de l'Eure

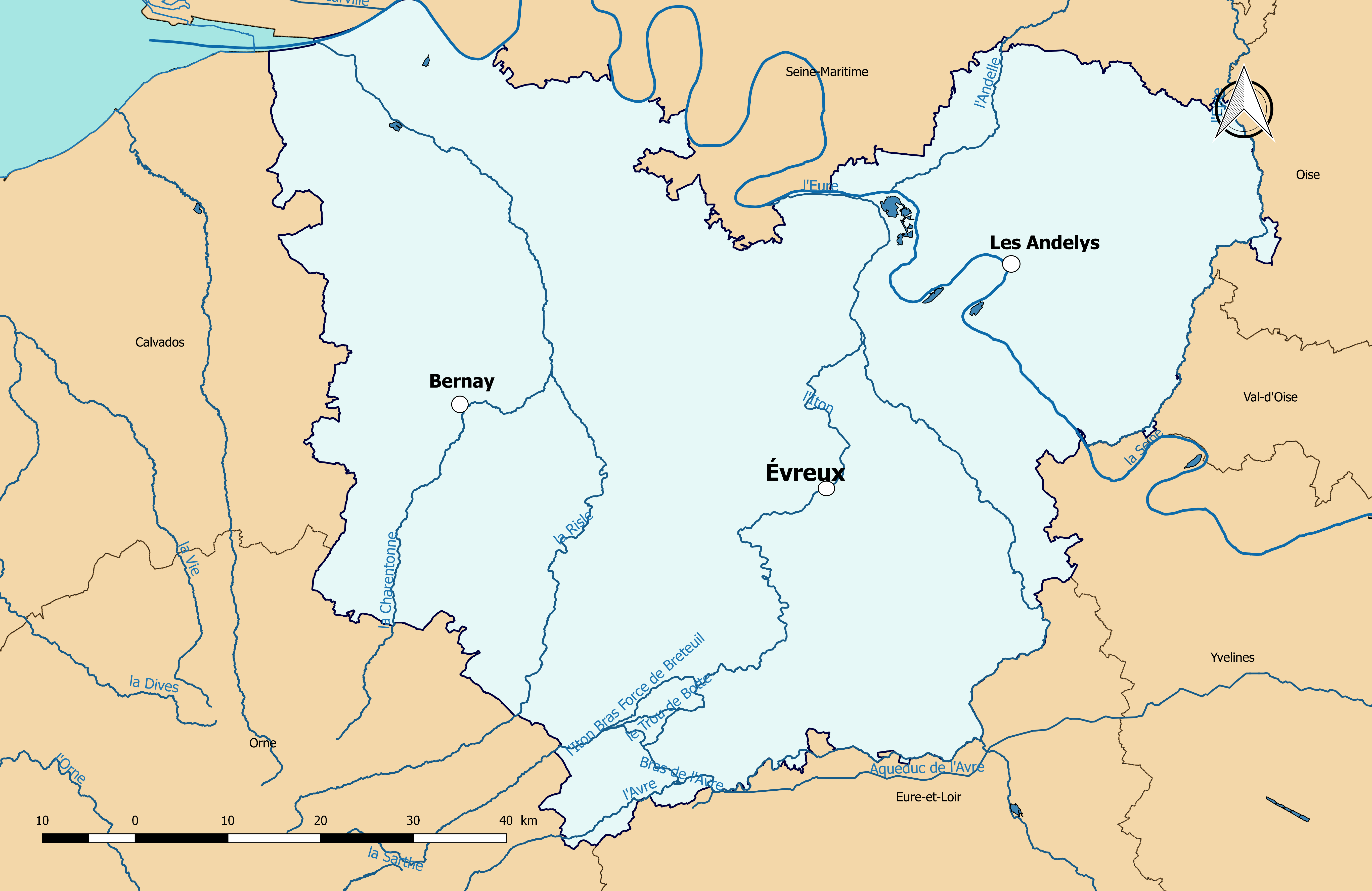
Carte des cours d'eau de longueur supérieure à 50 km dans le département de l'Eure.

La liste des cours d'eau de l'Eure présente les principaux cours d'eau , de longueur supérieure à 10 km,  traversant pour tout ou partie le territoire du département français de l'Eure dans la région Normandie.
Le réseau hydrographique est long d'environ 3 176 km et comprend 43 cours d'eau de longueur supérieure à 10 km, dont 8 mesurent plus de 50 km.
Les cours d'eau sont ordonnés selon leur origine naturelle (fleuve, rivières ou ruisseaux) ou artificielle (canaux). Pour chacun d'entre eux sont précisés : sa classe, sa longueur totale, le cours d'eau dans lequel il se jette (confluence), le bassin collecteur auquel il appartient, le nombre de départements et de communes traversés et le nom des communes qu'il irrigue dans le département de l'Eure.

## Réseau hydrographique de l'Eure

### Longueur totale
La longueur totale du réseau hydrographique est d’environ 3 176 km.

### Bassins
L’ensemble du réseau hydrographique départemental se situe, sur le plan administratif, dans le bassin Seine-Normandie et se décompose en deux sous-bassins administratifs : « côtiers normands » et « Seine aval ».

#### Côtiers normands
Le sous-bassin « côtiers normands » occupe une frange étroite en limite ouest du département et est constitué d'une partie du bassin de la Touques avec les parties amonts de ses affluents : la Calonne, la Paquine et la Courtonne.

#### Seine aval
Le sous-bassin « Seine aval » concerne la quasi-totalité du territoire départemental et se décompose en 10 bassins versants : la Risle, l'Iton, l'Eure, l'Avre, l'Epte, l'Andelle, l'Oison et 3 sections de la Seine (Seine amont, Seine estuaire et Seine aval).

## Cours d'eau naturels

### Définition
Jusqu'en 2016, aucun texte législatif ne définissait la notion de cours d’eau. Ce n'est qu'avec la loi du 8 août 2016 pour la reconquête de la biodiversité, de la nature et des paysages que cette lacune est comblée. L'article 118 de cette loi insère un nouvel article L. 215-7-1 dans le code de l'environnement précisant que « constitue un cours d'eau un écoulement d'eaux courantes dans un lit naturel à l'origine, alimenté par une source et présentant un débit suffisant la majeure partie de l'année. L'écoulement peut ne pas être permanent compte tenu des conditions hydrologiques et géologiques locales. ». Ainsi les deux principaux critères retenus sont :
- la présence et la permanence d’un lit naturel à l’origine, ce qui distingue les cours d’eau (artificialisés ou non) des fossés et canaux creusés par la main de l’homme ;
- la permanence d’un débit suffisant une majeure partie de l’année, critère qui doit être évalué en fonction des conditions climatiques et hydrologiques locales.

### Cours d'eau permanents de longueur supérieure ou égale à 10 km
La base de données Carthage est le référentiel du réseau hydrographique français. Cette base est réalisée à partir de la couche hydrographie de la base de données Carto enrichie par le ministère chargé de l'environnement et les agences de l'eau avec le découpage du territoire en zones hydrographiques d'une part et la codification de ces zones et du réseau hydrographique d'autre part. De cette base, il ressort que le réseau hydrographique de l'Eure comprend 43 cours d'eau permanents de longueur supérieure à 10 km et dont le cours est en partie ou en totalité dans le département de l'Eure.
Le référentiel national hiérarchise le réseau en 7 classes selon l'importance décroissante des cours d'eau. Le tableau ci-après regroupe tous les cours d'eau irriguant pour tout ou partie du département et appartenant à l'une des classes 1 à 4. Pour chacune de ces classes les caractéristiques des cours d'eau sont les suivantes : 
- 1 : longueur supérieure à 100 km ou tout cours d’eau se jetant dans une embouchure logique[Note 2] et d'une longueur supérieure à 25 km ;
- 2 : longueur comprise entre 50 et 100 km ou tout cours d’eau se jetant dans une embouchure logique et d’une longueur supérieure à 10 km ;
- 3 : longueur comprise entre 25 et 50 km ;
- 4 : longueur comprise entre 10 et 25 km.

| Nom du cours d'eau                                           | Classe | Longueur totale en km | Confluence            | Bassin collecteur | Départements irrigués                                   | Communes irriguées | Communes irriguées | Communes irriguées |
| Nom du cours d'eau                                           | Classe | Longueur totale en km | Confluence            | Bassin collecteur | Départements irrigués                                   | Nb total           | Nb ds le dép.      | Communes du département |
| ------------------------------------------------------------ | ------ | --------------------- | --------------------- | ----------------- | ------------------------------------------------------- | ------------------ | ------------------ | --- |
| Andelle                                                      | 2      | 56,9                  | la Seine              | la Seine          | 2 (27, 76)                                              | 24                 | 10                 | Charleval, Douville-sur-Andelle, Fleury-sur-Andelle, Perriers-sur-Andelle, Perruel, Pîtres, Pont-Saint-Pierre, Radepont, Romilly-sur-Andelle, Vascoeuil. |
| Avre                                                         | 2      | 80,4                  | l'Eure                | la Seine          | 3 (27, 28, 61)                                          | 32                 | 16                 | Acon, Armentières-sur-Avre, Bâlines, Breux-sur-Avre, Chennebrun, Courteilles, Mesnil-sur-l'Estrée, Muzy, Nonancourt, Pullay, Saint-Christophe-sur-Avre, Saint-Georges-Motel, Saint-Germain-sur-Avre, Saint-Victor-sur-Avre, Tillières-sur-Avre, Verneuil-sur-Avre. |
| Bave                                                         | 4      | 11,8                  | la Risle              | La Risle          | 1 (27)                                                  | 4                  | 4                  | Beaumontel, Beaumont-le-Roger, Mesnil-en-Ouche, Le Noyer-en-Ouche. |
| Bonde                                                        | 4      | 17,9                  | la Levrière           | la Seine          | 1 (27)                                                  | 7                  | 7                  | Bernouville, Bézu-Saint-Éloi, Chauvincourt-Provemont, Doudeauville-en-Vexin, Étrépagny, Gamaches-en-Vexin, Nojeon-en-Vexin. |
| Calonne                                                      | 3      | 45,3                  | la Touques            | la Touques        | 2 (14, 27)                                              | 19                 | 13                 | Asnières, Bailleul-la-Vallée, Barville, Bournainville-Faverolles, Cormeilles, Drucourt, Duranville, Fontaine-la-Louvet, La Lande-Saint-Léger, Le Planquay, Saint-Aubin-de-Scellon, Saint-Pierre-de-Cormeilles, Saint-Sylvestre-de-Cormeilles. |
| Canal de Retour d'eau                                        | 4      | 10                    | Manche                | la Seine          | 2 (14, 27)                                              | 6                  | 4                  | Berville-sur-Mer, Fatouville-Grestain, Fiquefleur-Équainville, Saint-Samson-de-la-Roque. |
| Cauche                                                       | 4      | 11,3                  | la Risle              | la Seine          | 2 (27, 61)                                              | 5                  | 1                  | Rugles. |
| Charentonne                                                  | 2      | 62,7                  | la Risle              | la Seine          | 2 (27, 61)                                              | 19                 | 14                 | Bernay, Broglie, Ferrières-Saint-Hilaire, Fontaine-l'Abbé, Mélicourt, Menneval, Nassandres, Notre-Dame-du-Hamel, Saint-Agnan-de-Cernières, Saint-Aubin-le-Vertueux, Saint-Pierre-de-Cernières, Saint-Quentin-des-Isles, Serquigny, La Trinité-de-Réville. |
| Cosnier                                                      | 4      | 13,2                  | la Charentonne        | la Seine          | 1 (27)                                                  | 4                  | 4                  | Bernay, Caorches-Saint-Nicolas, Grand-Camp, Saint-Aubin-du-Thenney. |
| Coudanne                                                     | 4      | 22,4                  | l'Avre                | la Seine          | 1 (27)                                                  | 8                  | 8                  | Chavigny-Bailleul, Coudres, Courdemanche, Illiers-l'Évêque, Louye, Marcilly-sur-Eure, Moisville, Saint-Georges-Motel. |
| Cours d'eau 01 de la commune de Sainte-Marguerite-de-l'Autel | 4      | 14,2                  |                       | la Seine          | 1 (27)                                                  | 4                  | 4                  | Ambenay, Les Baux-de-Breteuil, Le Fidelaire, Le Lesme. |
| Courtonne                                                    | 4      | 17,1                  | l'Orbiquet            | la Touques        | 2 (14, 27)                                              | 5                  | 2                  | Saint-Germain-la-Campagne, Saint-Mards-de-Fresne. |
| Crevon                                                       | 4      | 16,4                  | l'Andelle             | la Seine          | 2 (27, 76)                                              | 7                  | 1                  | Vascoeuil. |
| Epte                                                         | 1      | 112;5                 | la Seine              | la Seine          | 5 (27, 60, 76, 78, 95)                                  | 47                 | 15                 | Amécourt, Bazincourt-sur-Epte, Vexin-sur-Epte, Bouchevilliers, Vexin-sur-Epte, Château-sur-Epte, Vexin-sur-Epte, Dangu, Vexin-sur-Epte, Gasny, Gisors, Giverny, Guerny, Neaufles-Saint-Martin, Sainte-Geneviève-lès-Gasny. |
| Eure                                                         | 1      | 228,7                 | la Seine              | la Seine          | 4 (27, 28, 61, 76)                                      | 99                 | 42                 | Acquigny, Autheuil-Authouillet, Breuilpont, Bueil, Cailly-sur-Eure, Chambray, Criquebeuf-sur-Seine, Croisy-sur-Eure, Clef Vallée d'Eure, Croth, Les Damps, Clef Vallée d'Eure, Ézy-sur-Eure, Fains, Clef Vallée d'Eure, Fontaine-sous-Jouy, Gadencourt, Garennes-sur-Eure, Hardencourt-Cocherel, Hécourt, Heudreville-sur-Eure, Houlbec-Cocherel, Incarville, Ivry-la-Bataille, Jouy-sur-Eure, Léry, Louviers, Marcilly-sur-Eure, Martot, Ménilles, Merey, Le Mesnil-Jourdain, Neuilly, Pacy-sur-Eure, Pinterville, Pont-de-l'Arche, Saint-Aquilin-de-Pacy, Le Vaudreuil, Saint-Georges-Motel, Saint-Vigor, Vaux-sur-Eure, Val-de-Reuil.                                                                 |
| Fossé 01 de la commune d'Ailly                               | 4      | 10,2                  |                       | la Seine          | 1 (27)                                                  | 5                  | 5                  | Ailly, Fontaine-Bellenger, Les Trois Lacs, Le Val d'Hazey, Villers-sur-le-Roule. |
| Fossé 01 de la Vallée Ruffin                                 | 4      | 14,1                  |                       | la Seine          | 1 (27)                                                  | 4                  | 4                  | Chavigny-Bailleul, Chambois, Moisville, Sylvains-lès-Moulins. |
| Guiel                                                        | 4      | 24,4                  | la Charentonne        | la Seine          | 2 (27, 61)                                              | 9                  | 5                  | Montreuil-l'Argillé, Saint-Denis-d'Augerons, Saint-Laurent-du-Tencement, La Trinité-de-Réville, Verneusses. |
| Héron                                                        | 4      | 13,8                  | l'Andelle             | la Seine          | 2 (27, 76)                                              | 6                  | 1                  | Vascoeuil. |
| Iton                                                         | 1      | 131,8                 | l'Eure                | la Seine          | 2 (27, 61)                                              | 45                 | 31                 | Acquigny, Amfreville-sur-Iton, Arnières-sur-Iton, Aulnay-sur-Iton, Mesnils-sur-Iton, La Bonneville-sur-Iton, Bourth, Brosville, Chaise-Dieu-du-Theil, Breteuil, Mesnils-sur-Iton, Mesnils-sur-Iton, Évreux, Francheville, Gaudreville-la-Rivière, Glisolles, Mesnils-sur-Iton, Gravigny, Hondouville, Houetteville, Mesnils-sur-Iton, Normanville, Roman, Mesnils-sur-Iton, Saint-Germain-des-Angles, Sainte-Marie-d'Attez, Sainte-Marie-d'Attez, Tourneville, La Vacherie, Les Ventes, Sylvains-lès-Moulins. |
| Iton Bras Force de Breteuil                                  | 1      | 14,1                  | l'Iton                | la Seine          | 1 (27)                                                  | 3                  | 3                  | Breteuil, Mesnils-sur-Iton, Francheville. |
| Iton Bras Force de Verneuil                                  | 2      | 13,2                  | le Trou de Botte      | la Seine          | 1 (27)                                                  | 4                  | 4                  | Bourth, Breteuil Francheville, Verneuil-sur-Avre. |
| Levrière                                                     | 4      | 23,8                  | l'Epte                | la Seine          | 2 (27, 76)                                              | 9                  | 8                  | Bézu-la-Forêt, Bézu-Saint-Éloi, Hébécourt, Mainneville, Martagny, Mesnil-sous-Vienne, Neaufles-Saint-Martin, Saint-Denis-le-Ferment. |
| Lieure                                                       | 4      | 15,2                  | l'Andelle             | la Seine          | 1 (27)                                                  | 6                  | 6                  | Charleval, Fleury-sur-Andelle, Lorleau, Lyons-la-Forêt, Ménesqueville, Rosay-sur-Lieure. |
| Morelle                                                      | 4      | 17,7                  | Manche                | la Morelle        | 2 (14, 27)                                              | 7                  | 3                  | Beuzeville, Fiquefleur-Équainville, Manneville-la-Raoult. |
| Oison                                                        | 4      | 16                    | la Seine              | la Seine          | 2 (27, 76)                                              | 9                  | 8                  | Le Bec-Thomas, Amfreville-Saint-Amand, Saint-Cyr-la-Campagne, Saint-Germain-de-Pasquier, Saint-Ouen-de-Pontcheuil, Saint-Pierre-des-Fleurs, La Saussaye, Le Thuit de l'Oison. |
| Paquine                                                      | 4      | 24,8                  | la Touques            | la Touques        | 2 (14, 27)                                              | 13                 | 6                  | La Chapelle-Hareng, Drucourt, Fontaine-la-Louvet, Piencourt, Les Places, Thiberville. |
| Réveillon                                                    | 4      | 11,2                  | l'Epte                | la Seine          | 2 (27, 60)                                              | 6                  | 1                  | Gisors. |
| Risle                                                        | 1      | 144,7                 | Manche                | la Seine          | 2 (27, 61)                                              | 54                 | 42                 | Aclou, Mesnil-en-Ouche, Ambenay, Appeville-Annebault, Authou, Barquet, Beaumontel, Beaumont-le-Roger, Berville-sur-Mer, Mesnil-en-Ouche, Bouquelon, Brionne, Champignolles, Condé-sur-Risle, Conteville, Corneville-sur-Risle, La Ferrière-sur-Risle, Fontaine-la-Soret, Foulbec, Freneuse-sur-Risle, Glos-sur-Risle, Goupillières, Grosley-sur-Risle, La Houssaye, Launay, Manneville-sur-Risle, Montfort-sur-Risle, Nassandres, Neaufles-Auvergny, La Neuve-Lyre, Le Noyer-en-Ouche, Pont-Audemer, Pont-Authou, Romilly-la-Puthenaye, Rugles, Saint-Mards-de-Blacarville, Saint-Philbert-sur-Risle, Saint-Samson-de-la-Roque, Saint-Sulpice-de-Grimbouville, Serquigny, Toutainville, La Vieille-Lyre. |
| Rouloir                                                      | 3      | 49,1                  | l'Iton                | la Seine          | 2 (27, 61)                                              | 16                 | 13                 | Les Baux-de-Breteuil, Beaubray, Bémécourt, Bois-Arnault, Breteuil, Chéronvilliers, Conches-en-Ouche, La Croisille, Le Fresne, Glisolles, Le Lesme, Saint-Élier, Le Lesme. |
| Ruisseau de la Corbie                                        | 4      | 12,5                  | la Risle              | la Seine          | 1 (27)                                                  | 5                  | 5                  | La Chapelle-Bayvel, Fort-Moville, Martainville, Toutainville, Triqueville. |
| Ruisseau de la Gohière                                       | 4      | 11                    | l'Avre                | la Seine          | 3 (27, 28, 61)                                          | 5                  | 2                  | Armentières-sur-Avre, Saint-Victor-sur-Avre. |
| Ruisseau de l'Étang                                          | 4      | 15,3                  | l'Eure                | la Seine          | 3 (27, 28, 78)                                          | 8                  | 3                  | Bueil, Garennes-sur-Eure, Neuilly. |
| Ruisseau de Sebec                                            | 4      | 10,9                  | Ruisseau de Tourville | la Risle          | 1 (27)                                                  | 4                  | 4                  | Épaignes, La Noë-Poulain, Saint-Siméon, Tourville-sur-Pont-Audemer. |
| Ruisseau du Buternay                                         | 4      | 24,1                  | Aqueduc de l'Avre     | la Seine          | 3 (27, 28, 61)                                          | 9                  | 2                  | Courteilles, Verneuil-sur-Avre. |
| Ruisseau Saint-Maurice                                       | 4      | 10,4                  | Bras de l'Avre        | la Seine          | 2 (27, 61)                                              | 5                  | 2                  | Armentières-sur-Avre, Saint-Christophe-sur-Avre. |
| Seine                                                        | 1      | 774,8                 | Manche                | la Seine          | 13 (10, 21, 27, 51, 75, 76, 77, 78, 91, 92, 93, 94, 95) | 333                | 45                 | Aizier, Alizay, Amfreville-sous-les-Monts, Andé, Les Andelys, Le Val d'Hazey, Barneville-sur-Seine, Berville-sur-Mer, Bouafles, Caumont, La Chapelle-Longueville, Connelles, Courcelles-sur-Seine, Criquebeuf-sur-Seine, Les Damps, Gaillon, Herqueville, Heudebouville, Igoville, Le Landin, Le Manoir, Marais-Vernier, Martot, Muids, Notre-Dame-de-l'Isle, Pîtres, Pont-de-l'Arche, Port-Mort, Porte-de-Seine, Poses, Pressagny-l'Orgueilleux, La Roquette, Saint-Marcel, Saint-Pierre-du-Vauvray, Saint-Pierre-la-Garenne, Saint-Samson-de-la-Roque, Le Thuit, Les Trois-Lacs, Trouville-la-Haule, Vernon, Vézillon, Vieux-Port, Villers-sur-le-Roule, Vironvay, Val-de-Reuil.                       |
| Sommaire                                                     | 4      | 18,9                  | la Risle              | la Seine          | 2 (27, 61)                                              | 6                  | 4                  | Ambenay, Les Bottereaux, Neaufles-Auvergny, Saint-Antonin-de-Sommaire. |
| Troesne                                                      | 3      | 27,1                  | l'Epte                | la Seine          | 2 (27, 60)                                              | 12                 | 1                  | Gisors. |
| Val Loge                                                     | 4      | 14,2                  | l'Eure                | la Seine          | 2 (27, 61)                                              | 6                  | 4                  | Bois-Normand-près-Lyre, Les Bottereaux, Juignettes, La Neuve-Lyre. |
| Vernet                                                       | 3      | 27,4                  | la Risle              | la Seine          | 2 (27, 61)                                              | 8                  | 5                  | Mesnil-en-Ouche, Bois-Anzeray, Chambord, La Haye-Saint-Sylvestre, La Vieille-Lyre. |
| Véronne                                                      | 4      | 14,2                  | la Risle              | la Risle          | 1 (27)                                                  | 7                  | 7                  | Campigny, Pont-Audemer, La Poterie-Mathieu, Saint-Étienne-l'Allier, Saint-Germain-Village, Saint-Martin-Saint-Firmin, Tourville-sur-Pont-Audemer. |
| Vilaine                                                      | 4      | 11,2                  |                       | la Seine          | 1 (27)                                                  | 5                  | 5                  | Berville-sur-Mer, Beuzeville, Boulleville, Fatouville-Grestain, Saint-Pierre-du-Val. |

### Autres cours d'eau

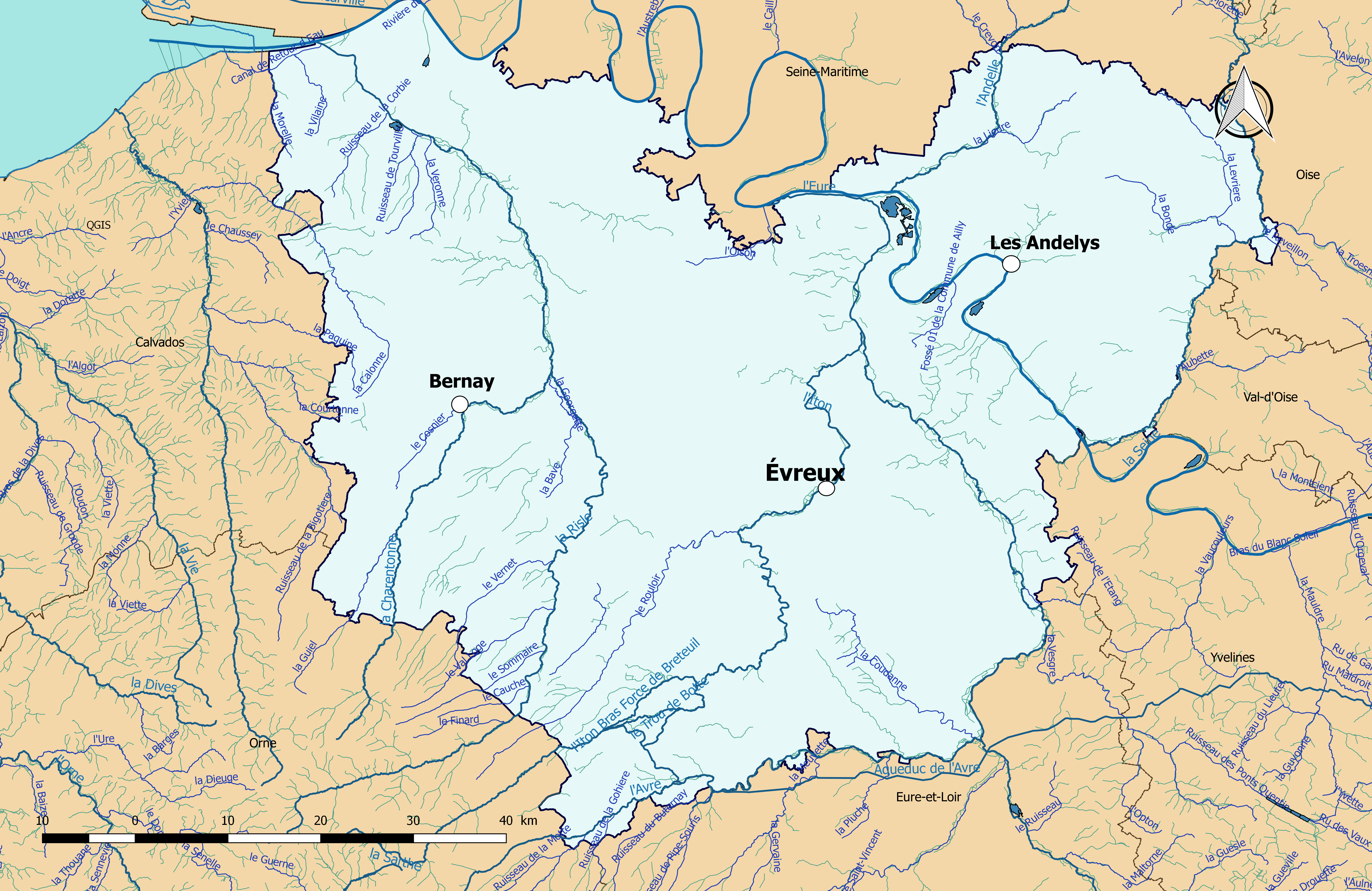
Carte de l'ensemble du réseau hydrographique de l'Eure.

## Canaux
Aucun canal ne traverse le territoire du département.